# 山市街行人連接系統
山市街行人連接系統（英語：Sands Street Pedestrian Link）是香港堅尼地城山市街一組集升降機、行人天橋和自動扶梯的人行道系統，連接山下的石山街至山上的西環七臺。有關設施屬於港鐵西港島綫項目相關的行人系統改善工程，於2009年動工，於2012年12月27日落成啟用。

## 結構
山市街行人連接系統沿山市街而建，由以下設施組成：
- 位於山市街近石山街交界處的升降機塔，高約15 米，設有兩部面積各3.4平方米的升降機，並有連接平台接駁升降機出口至山市街高段路面的行人天橋；
- 長20米、闊2米的行人天橋，接駁升降機塔連接平台至自動扶梯；
- 位於山市街高段太白居與青蓮臺之間、長30米、闊0.8米的單向電動扶梯。

## 運作時間
- 升降機：全日
- 自動扶梯：06:30-00:15